# Engineering equation solver
Engineering equation solver，简称EES，是由F－Chart公司出品的一款工程方程解答软件。EES的基本功能是解代数方程组。EES也能解差分方程、有复杂变量的方程、做工程优化、提供线性和非线性回归并可绘出良好的二维图形。EES的最早版本开发于Apple Macintosh计算机和Windows操作系统。EES能自动识别和求解必须同时求解的方程组。这个特点简化了用户的工作并可使解答器永远在最佳效率下工作。另外，EES提供了很多对工程计算非常有用的内置数学和热物性函数。例如，EES中内置有蒸汽性质表，根据任意两个物性参数就可通过调用一个内置函数而获得其它的物性参数。对于大多数制冷剂(包括一些新的混合制冷剂)、氨、甲烷、二氧化碳和很多其它流体，也提供了类似的功能。